# Aardwarmte

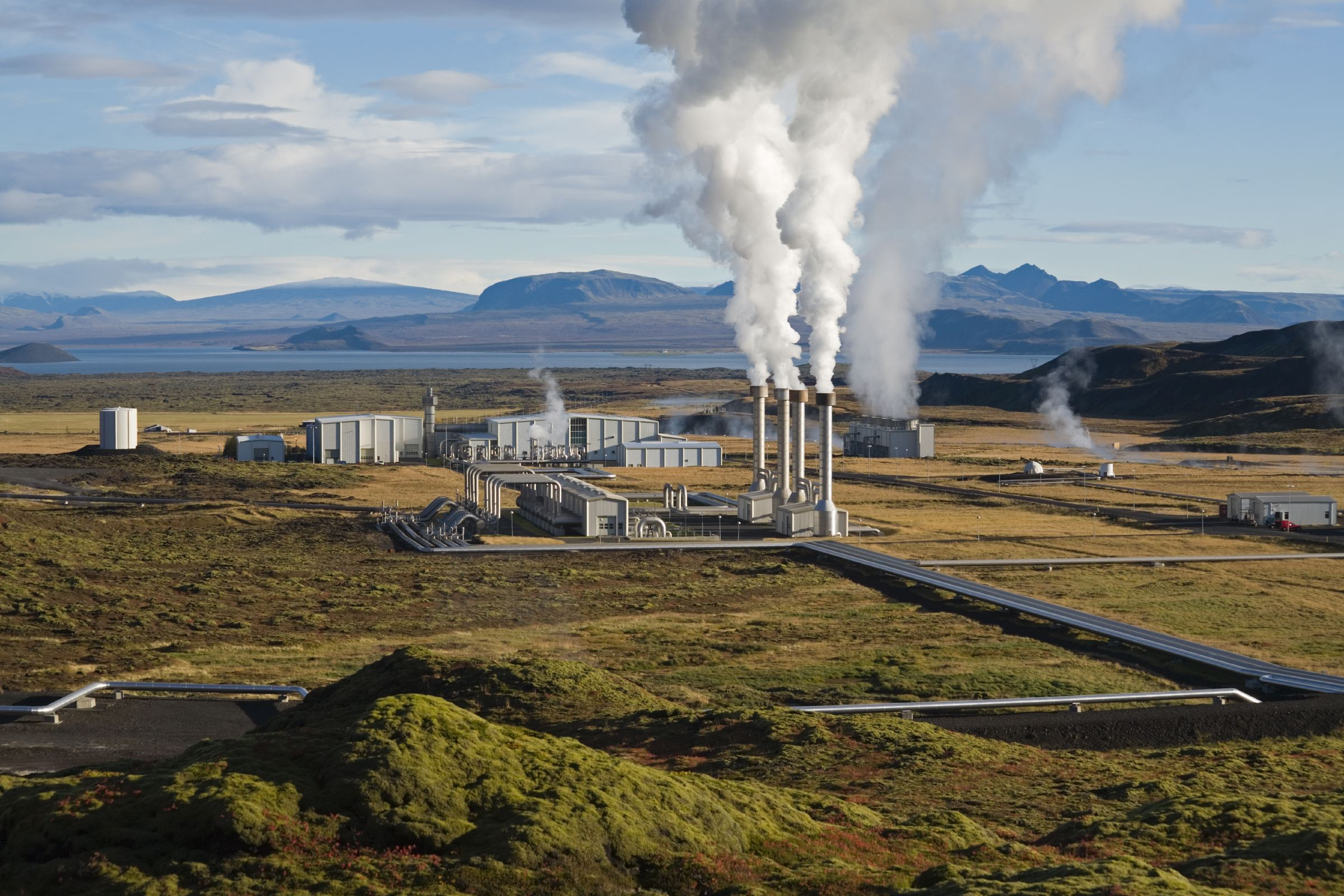
Nesjavellir, een van de grootste geothermische centrales van IJsland

Aardwarmte of geothermie is energie die kan ontstaan door het temperatuurverschil tussen het aardoppervlak en diep in de aarde gelegen warmtereservoirs. Deze aardwarmte kan ingezet worden voor de winning van energie. Vooral in vulkanische streken (zoals IJsland) is geothermische warmte op zo'n geringe diepte aan te treffen, dat winning economisch lonend is.
Een andere techniek om de ondergrond te gebruiken voor duurzame energieproductie is koude-warmteopslag. Grondwater, vaak op een diepte van zo'n 100 m, wordt opgepompt en 's winters gebruikt als (basis)verwarming van gebouwen waarna het weer de bodem wordt ingepompt. In de zomer kan het grondwater dienen als koeling. Minder diep kan ook, zie Warmtepomp.
Aardwarmte kan zowel direct gebruikt worden, bijvoorbeeld om te verwarmen en te koelen, als voor de opwekking van elektrische stroom of in een warmte-krachtkoppeling. Met aardwarmte wordt zowel de wetenschappelijk technische bezigheden met aardwarmte als de wetenschappelijke bezigheden met de thermische situatie van de aarde, geothermiek, bedoeld.

## Oorsprong van geothermische energie
Aardwarmte komt voor een relatief gering deel (30%) voort uit de restwarmte van de tijd van het ontstaan van de aarde (accretie), voor een groter deel (70%) uit radioactiefvervalprocessen, die in de aardkorst al vele miljoenen jaren voortdurend warmte hebben opgewekt en dit vandaag nog steeds doen. Nagenoeg niet van belang zijn aandelen uit zonnestraling op het aardoppervlak en uit warmtecontact met de lucht.
De temperatuur in de binnenkern bedraagt naar verscheidene schattingen 4500 °C tot 6500 °C. 99% van onze planeet is warmer dan 1000 °C; 99% van de rest is nog altijd heter dan 100 °C. Bijna overal heeft de bodem op één kilometer diepte een temperatuur van 35 °C tot 40 °C (zie ook geothermische dieptemaat). Onder bijzondere geologische omstandigheden, zoals in huidige of voormalige vulkaangebieden, ontstaan geothermische anomalieën. Hier kan de temperatuur vele honderden graden Celsius bereiken.

### Restwarmte uit de tijd van het ontstaan van de aarde
De aarde is circa 4,6 – 4,7 miljard jaar geleden door accretie van materie ontstaan. Hierbij wordt het materiaal verhit, waarbij bewegingsenergie in warmte wordt omgezet. Deze warmte-energie zit wegens de geringe warmtegeleiding van de gesteenten en daarmee de geringe warmteafgifte aan de ruimte vandaag nog voor een groot deel in het binnenste van de aarde en kan als restwarmte uit de tijd van het ontstaan van de aarde worden gezien.

### Andere vormen van restwarmte
Ook kan restwarmte gezien worden als nevenproduct dat ontstaat tijdens het verbranden van fossiele brandstoffen. Vaak wordt deze warmte afgevoerd door koeltorens of wordt die met het water mee geloosd in sloten of rivieren. Dit water of deze warme lucht kan men beter vervoeren naar een toren waarin men de warmte uit het water of de lucht kan onttrekken. Helaas wordt dit vaak niet gedaan, waardoor er veel energie verloren gaat. Omdat er fossiele brandstoffen aan te pas komen, wordt dit proces niet echt energiezuinig genoemd. Ook is het mogelijk om de warmte te onttrekken tijdens het verbranden van biomassa. In afvalverbrandingsinstallaties verbrandt men afval, waarbij warmte vrijkomt. Dit proces heeft wel een klein rendement, maar omdat het afval hierdoor gerecycleerd wordt, is het toch duurzaam. Ook gebruikt men vaak brandhout om warmte op te wekken, maar hierdoor verdwijnen er vaak vele planten wat slecht is voor het milieu en dus niet duurzaam is. Wanneer men daarna terug nieuwe bomen plant, leidt dit niet tot het verminderen van planten en is dit proces wel duurzaam.

### Radioactiefvervalprocessen
Dit aandeel in de aardwarmte is gebaseerd op het natuurlijk verval van de in de aarde aanwezige langlevende radioactieve isotopen zoals uraan-235 en -238, thorium-232 en kalium-40. Deze elementen zijn in de kristalroosters van bepaalde mineralen ingebouwd, bijvoorbeeld in veldspaat en mica in graniet. Het gaat hier om een natuurlijke vorm van kernenergie.
Het vermogen dat uit het radioactieve verval ontstaat bedraagt ongeveer 16 · 1012 watt. Bij een gemiddelde aardstraal van 6137 km bedraagt de geothermische vermogensdichtheid van het radioactief verval aan de aardoppervlakte ongeveer 0,032 watt per vierkante meter aardoppervlak.

### Warmtestroom uit het binnenste van de aarde
De warmte uit de diepere delen van de aarde wordt door warmtegeleiding en convectie naar ondiepere lagen getransporteerd waarop deze kan worden gebruikt.
De aardwarmtestroom, het door de aarde per vierkante meter aan de ruimte afgegeven vermogen, is ongeveer 0,063 W/m² (warmtestroomdichtheid). Dit is een relatief kleine waarde en wijst er al op dat aardwarmte zich overwegend voor decentraal gebruik eigent. In anomale gebieden, zoals vulkanische gebieden, kan de warmtestroming een veelvoud groter zijn.
Vanwege de geringe warmtestroomdichtheid wordt bij aardwarmtebenutting overwegend niet de energie gebruikt die uit de diepte naar boven komt, maar de reeds in de aardkorst opgeslagen energie. Deze wordt vanuit het centrum van de aarde zo langzaam aangevuld dat de energie bij winning dus op een gegeven moment uitgeput raakt. Een aardwarmtebenutting moet dus zo worden gedimensioneerd, dat de afkoeling van de betreffende aarddelen zo langzaam plaatsvindt dat gedurende de gehele levensduur van de installaties een economische warmteopbrengst aanwezig is.

## Indeling van aardwarmtebronnen

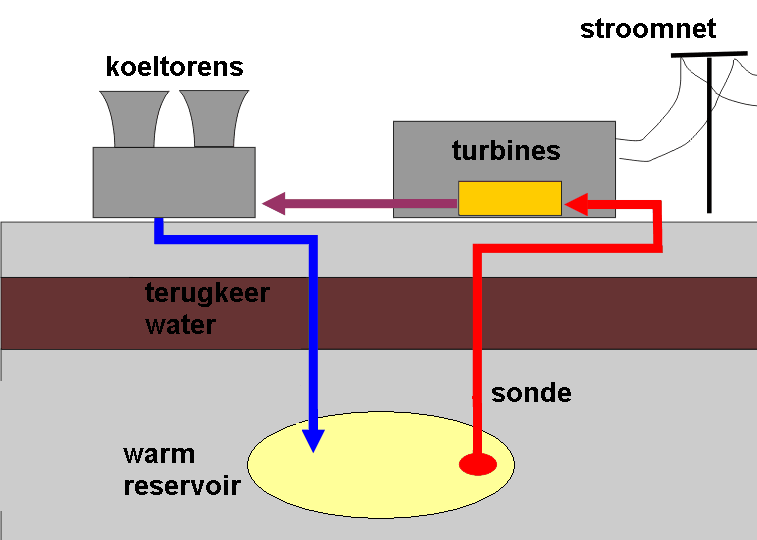
Opwekken van elektriciteit met geothermische energie

Aardwarmte kan als energiebron voor de winning van warmte en stroom worden gebruikt. Hierbij wordt onderscheid gemaakt tussen:
- Aardwarmte nabij de oppervlakte voor direct gebruik, meestal om te verhitten en te koelen.
- Diepe aardwarmte voor direct gebruik maar ook voor stroomopwekking.

Verder wordt tussen hoog- en laagenthalpie-vindplaatsen onderscheiden. Hoogenthalpie betekent dat op dergelijke vindplaatsen een hoge temperatuur aanwezig is.

### Diepe aardwarmte
Hoe dieper men in de aardkorst boort, hoe meer de temperatuur stijgt. Over het algemeen bereikt men per kilometer diepte een temperatuurstijging van 35 °C tot 40 °C (geothermische dieptemaat). De geothermische dieptemaat is echter regionaal zeer verschillend. Afwijkingen van de standaard worden aangeduid als warmteanomalieën. Interessant zijn in het bijzonder gebieden met duidelijk hogere temperaturen. Hier kunnen de temperaturen al op geringe diepte ettelijke honderden graden bedragen. Dergelijke anomalieën zijn hoofdzakelijk aan vulkanische activiteit gekoppeld. In de geothermiek gelden ze als hoogenthalpie vindplaatsen. Ze worden wereldwijd voor stroomopwekking gebruikt.

#### Hoogenthalpievindplaatsen
| Land             | Aantal vulkanen | Aardwarmte- bronvermogen (MW)e |
| ---------------- | --------------- | ------------------------------ |
| V.S.             | 133             | 23.000                         |
| Japan            | 100             | 20.000                         |
| Indonesië        | 126             | 16.000                         |
| Filipijnen       | 53              | 6000                           |
| Mexico           | 35              | 6000                           |
| IJsland          | 33              | 5800                           |
| Nieuw-Zeeland    | 19              | 3650                           |
| Italië (Toscane) | 3               | 700                            |

De wereldwijde stroomopwekking uit aardwarmte wordt door het gebruik van hoogenthalpievindplaatsen gedomineerd. Dit zijn warmteanomalieën die met vulkanische activiteit samengaan. Hier is water (of stoom) van honderden graden Celsius aan te treffen. Het voorkomen hiervan correleert sterk met de aanwezigheid van vulkanen in de betreffende landen.
Afhankelijk van de druk- en temperatuurvereisten kunnen hoge-enthalpievindplaatsen meer stoom- of meer watergedomineerd zijn. Vroeger werd de stoom na gebruik in de lucht geloosd, wat tot een flinke zwavelstank kon leiden (Italië, Larderello). Vandaag worden de afgekoelde vloeistoffen in de vindplaats "gereïnjecteerd" (teruggepompt). Zo worden negatieve milieu-effecten vermeden. Gelijktijdig wordt de productiviteit door het op druk houden van de vindplaats verbeterd.

#### Laagenthalpievindplaatsen
In niet-vulkanische gebieden kunnen de temperaturen in de ondergrond zeer verschillend zijn. In de regel zijn, indien voor gebruik hogere temperaturen nodig zijn, diepe boringen nodig. Voor een economische stroomopwekking zijn temperaturen hoger dan 100 °C nodig. Liggen deze in een waterhoudende grondlaag dan kan dit water opgepompt, afgekoeld en opnieuw geïnjecteerd worden. Men spreekt dan van hydrothermale geothermie. Is het gesteente waarin de hoge temperaturen worden aangetroffen weinig poreus zodat er geen water kan worden uitgehaald, dan moet men door een kunstmatig spletenstelsel water laten circuleren. Men spreekt dan van petrothermale geothermie. Een laatste mogelijkheid, waarbij echter in vergelijking weinig energie geëxtraheerd (onttrokken) wordt, is een diepe aardwarmtesonde, waarbij het water alleen in de sonde circuleert (gesloten systeem).
In het algemeen worden bij de diepe aardwarmte drie soorten van wateropname uit de ondergrond onderscheiden:

Geothermisch doublet in de glastuinbouw

- Hydrothermale systemen: in de ondergrond voorhanden warm water circuleert tussen een doublet van twee boringen door natuurlijke waterhoudende grondlagen. Het warme water wordt opgepompt en het afgekoelde water wordt in dezelfde watervoerende laag teruggevoerd op enkele km afstand van de inlaat.
- Petrothermale systemen, vaak ook HDR-systemen (Hot-Dry-Rock) genoemd: met hydraulische stimulatiemaatregelen ('fracken') worden in een droge ondergrond spleten en kloven gemaakt, waarin kunstmatig ingebracht water tussen twee diepe bronnen circuleert. 
 In werkelijkheid is de aanname, bij deze temperaturen en diepten droge gesteenteformaties aan te treffen, niet correct. Om deze reden bestaan ook verscheidene andere aanduidingen voor deze methode: onder andere Hot-Wet-Rock (HWR), Hot-Fractured-Rock (HFR) of Enhanced Geothermal System (EGS). Een neutrale aanduiding is petrothermale systemen.
- Diepe aardwarmtesondes: het warmtedragend medium circuleert in een gesloten circulatie in een boring in een U-bocht of coaxiale sonde.

Welke methode in kwestie uiteindelijk wordt gebruikt is van de geologische situatie op de locatie, de benodigde hoeveelheid energie en het gewenste temperatuurniveau van het warmtegebruik afhankelijk.

##### Hydrothermale systemen
Voor de hydrothermale geothermie worden op grote diepte natuurlijk voorkomende warmwatervoorraden, zogenoemde warmwaterhoudende grondlagen of aquifers aangetapt. De hydrothermale energiewinning is afhankelijk van de temperatuur alleen als water of ook als stoom mogelijk.
In Nederland en België wordt vooralsnog (2013) alleen van hydrothermale geothermie gebruikgemaakt. Petrothermale systemen zijn hier nog in de onderzoeksfase.

##### Petrothermale systemen
Gesteenten op grotere diepte vertonen een hogere temperatuur (Hot Dry Rock). Deze energie kan worden gebruikt voor zowel stoom als warmte. Om de warmte in deze gesteenten te kunnen gebruiken moeten ze door een warmtedrager worden doorstroomd, die de energie daarna aan de oppervlakte brengt.
Het door de hete gesteentelagen verhitte water kan voor de bereiding van industriestoom en voor de voeding van lokale en stadsverwarmingsnetwerken worden gebruikt. Bijzonder interessant is de opwekking van elektriciteit uit de hete stoom. Hiervoor wordt het in de ondergrond verhitte water gebruikt om een turbine aan te drijven. De gesloten kringloop in het circulatiesysteem staat zodanig onder druk, dat koken van het ingeperste water wordt verhinderd en de stoom pas in de turbine ontstaat.
Het in de diepte voorhandene hete gesteente wordt door middel van boringen bereikt. Hierbij is er minstens een winningsboring en een groutingsboring, welke door een gesloten waterkringloop worden verbonden.
Aan het begin wordt water onder voldoende verhoogde druk in het gesteente geperst (hydraulische stimulatie); hierdoor worden stroompaden opengebroken of al bestaande verbreed en daarmee de doorlaatbaarheid van het gesteente vergroot. Deze handeling is noodzakelijk, omdat anders het warmte-uitwisselingsoppervlak en de doorstroombaarheid te gering zouden zijn.
Het zo geschapen stelsel van natuurlijke en kunstmatige spleten vormt een onderaardse geothermische warmtewisselaar. Door de injectie-/groutingsboring wordt water in het klovenstelsel geperst, waar dit circuleert en zich opwarmt. Aansluitend wordt het door de tweede boring, de productie-/winningsboring, weer naar de oppervlakte gehaald. In Zwitserland wordt deze techniek reeds toegepast.

##### Diepe aardwarmtesondes
De diepe aardwarmtesonde is een gesloten systeem voor aardwarmtewinning. Ze bestaat uit een 2000 tot 3000 m diepe boring, waarin een vloeistof circuleert. In de regel stopt men hierbij de vloeistof in een coaxiale buis: In een dunne binnenbuis stroomt de koude vloeistof naar beneden, in de grotere buitenbuis komt de verwarmde vloeistof weer omhoog. Dergelijke warmtesonden hebben tegenover open systemen het voordeel dat er geen contact met het grondwater bestaat. Ze zijn op iedere locatie mogelijk. Hun extractievermogen hangt naast technische parameters van de temperatuur van het steenmassief en het geleidingsvermogen van het gesteente af. Ze kan echter slechts enkele honderden kilowatt bedragen en zal daarbij wezenlijk kleiner zijn dan bij een vergelijkbaar open systeem. Dit komt doordat het warmtewisselingsoppervlak met het steenmassief zeer klein is, aangezien dit praktisch gezien beperkt is tot de omtrek van het boorgat.
Diepe aardwarmtesondes zijn onder meer gebouwd in Aken (universiteit) en Arnsberg (recreatiebad Nass).
Als alternatief voor circulatie van water (eventueel met supplementen) in de aardwarmtesonde kunnen ook sondes met directe verdampers (warmtebuizen of Engels heat pipes) worden gebruikt. Als werkzame stof kan ofwel een vloeistof met een voldoende laag kookpunt worden gebruikt, of een mengsel van bijvoorbeeld ammoniak en water. Een dergelijke sonde kan ook onder druk en dan bijvoorbeeld met koolstofdioxide worden gebruikt. Heat pipes kunnen een hoger opnamevermogen hebben dan conventionele sondes, daar ze over hun gehele lengte de verdampingstemperatuur van de werkzame stof kunnen hebben.

### Aardwarmte nabij het oppervlak
De temperatuur van de lucht varieert door het jaar heen zeer sterk. De bovenste lagen van de aardbodems variëren echter niet of zeer sterk gedempt mee. Vanuit wiskundig oogpunt volgt het temperatuurverloop een gedempte harmonische trilling. Op 5 tot 10 m diepte komt de in de bodem gemeten temperatuur praktisch overeen met het jaargemiddelde van de locatie.
Door middel van aardwarmtesondes (verticale of schuine boringen of horizontaal en vlak bij de oppervlakte in de bodem ingebrachte systemen), maar ook met aardgebonden betonbouwdelen wordt de warmte naar de oppervlakte gehaald. Meestal worden warmtepompen ingezet om hittetoepassingen voor gebouwen te realiseren. Met aardwarmte kan in de zomer echter ook worden gekoeld. Om uit de bovenste 5 meter van de aarde de warmte te onttrekken kunnen we ook gebruikmaken van aardwarmtekorven.

### Aardwarmte uit mijngangen

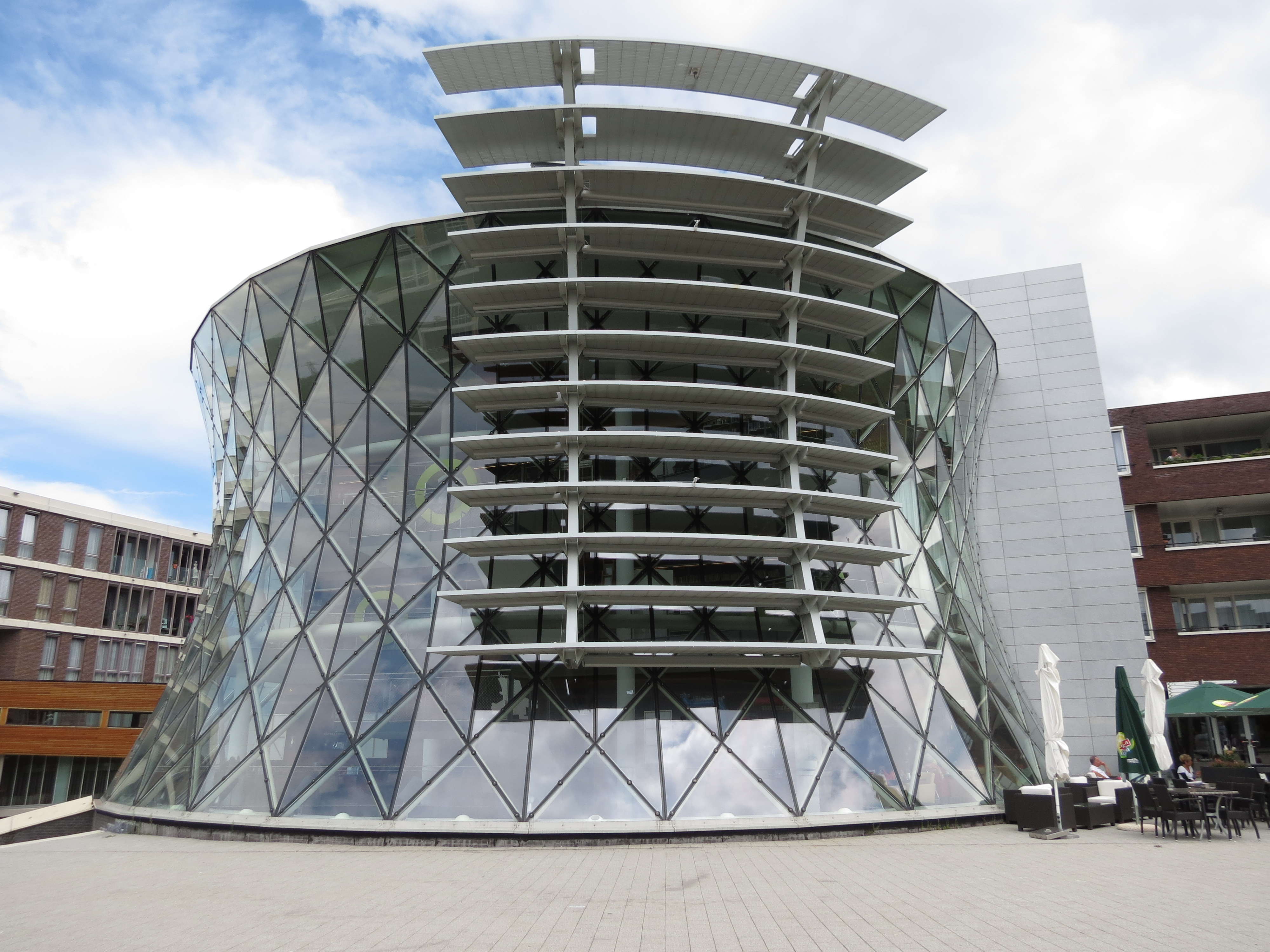
Mijnwaterproject Heerlerheide

Mijnen en aardgasvelden, die wegens uitputting van de voorraad worden stilgelegd, zijn potentiële projecten voor diepe aardwarmtewinning. Dit geldt in beperkte zin ook voor diepe tunnelbouwwerken. De betreffende formatiewateren zijn afhankelijk van de diepte van de locatie 30 tot 120 °C heet, de boringen of schachten zijn vaak nog beschikbaar en kunnen worden gebruikt om het warme water op de locatie voor aardwarmte te gebruiken. In Heerlen (Nederlands Limburg) zijn in 2006-2007 vijf boringen verricht vanaf het maaiveld naar oude mijngangen van de voormalige kolenmijn Oranje-Nassau III. Twee boringen naar het 700m-niveau leveren warm water van 28 graden. Een boring naar het 420m-niveau dient als retourput. Twee boringen naar het 250m-niveau leveren koud water van 16 graden. Het opgepompte water wordt gebruikt als voeding van een warmtenet voor gebouwen.
Dergelijke installaties voor winning van geothermische energie moeten zo worden geïnstalleerd dat de vaak geldende wettelijke regels voor de veiligheid van stilgelegde mijnen blijvend in acht worden genomen.

### Seizoensgebonden warmteopslag
Aardwarmte is altijd, dus onafhankelijk van het tijdstip van de dag en het jaar en onafhankelijk van het weer beschikbaar. Een installatie zal echter optimaal functioneren als ze in de tijd homogeen wordt gebruikt. Dit is bijvoorbeeld het geval als in de winter verhit en in de zomer gekoeld wordt en de hierbij benodigde energiehoeveelheden ongeveer gelijk zijn. Bij koeling in de zomer vindt daarbij verwarming van het reservoir en daarmee de regeneratie ervan plaats. Deze functie wordt versterkt als de aardwarmte wordt gecombineerd met andere installaties, bijvoorbeeld zonnewarmte-installaties. Zonnethermie maakt vooral in de zomer warmte beschikbaar, maar er is dan minder warmte nodig. Door combinatie met geothermie kan deze warmte in de zomer in de onderaardse warmteopslag worden opgeslagen en in de winter weer naar boven gehaald. De verliezen zijn, afhankelijk van de locatie, in de regel gering.
Seizoensgebonden opslag kan zowel nabij de oppervlakte als diep worden uitgevoerd. Zogenaamde hogetemperatuuropslag (> 50 °C) is echter alleen op grotere diepte denkbaar. Het Rijksdaggebouw in Berlijn beschikt bijvoorbeeld over een dergelijke opslag.

## Gebruik van aardwarmte
Aardwarmte is een onuitputtelijke duurzame energiebron. Met de voorraden die in onze planeet zijn opgeslagen kan in principe het wereldwijde energiegebruik worden gedekt.
Bij gebruik van aardwarmte onderscheidt men direct gebruik, dus het gebruik van de warmte zelf, en het gebruik na omzetting in elektriciteit in een geothermiecentrale. Vanuit het oogpunt van de optimalisatie van het rendement is een warmte-krachtkoppeling (WKK) ideaal. Het probleem hierbij zijn de afnemers van de warmte. Niet op iedere locatie waar een centrale staat zullen afnemers voor de warmte te vinden zijn. De overstap naar uitsluitend WKK-projecten blijft een wensdroom.

### Direct gebruik
| Gebruikstype                                           | Temperatuur °C |
| ------------------------------------------------------ | -------------- |
| Inkoken en verdampen, zeewaterontzilting               | 120            |
| Drogen van cementplaten                                | 110            |
| Drogen van organisch material zoals hooi, groente, wol | 100            |
| Luchtdrogen van stokvis                                | 90             |
| Ruimteverwarming (klassiek)                            | 80             |
| Koeling                                                | 70             |
| Veeteelt                                               | 60             |
| Paddenstoelteelt, balneologie, gebruikt warm water     | 50             |
| Vloerverwarming                                        | 40             |
| Zwembaden, ijsvrijhouding, compost, gisting            | 30             |
| Visteelt                                               | 20             |
| Natuurlijke koeling                                    | <10            |
| Lindaldiagram                                          |                |

Aardwarmte wordt al meer dan 10.000 jaar gebruikt. Onze voorouders hebben vermoedelijk geothermisch verwarmd water gebruikt om te koken, te baden en te verwarmen.
Oude balneologische gebruiksvormen zijn de thermen uit de Romeinse tijd, het middeleeuwse China en bij de Ottomanen. In Chaudes-Aigues in centraal Frankrijk bevindt zich het eerste historische geothermische stadsverwarmingsnet waarvan het begin tot in de veertiende eeuw teruggaat.
Warmte wordt vandaag de dag op velerlei wijze gebruikt (warmtemarkt). Een klassieke weergave van de daarbij benodigde temperaturen is het Lindaldiagram (Balder Lindal, 1918-1997):
Voor de meeste toepassingen zijn slechts relatief lage temperaturen nodig. Uit diepe aardwarmte kunnen de benodigde temperaturen vaak direct ter beschikking worden gesteld. Als deze niet voldoende is kan de temperatuur met warmtepompen worden verhoogd, zoals dit meestal bij aardwarmte nabij de oppervlakte gebeurt; hier zijn zonder warmtepomp slechts weinig toepassingen mogelijk. De belangrijkste daarvan is de natuurlijke koeling, waarbij water op de temperatuur van de ondergrond wordt gebracht, ofwel de gemiddelde jaartemperatuur, en daarna direct voor gebouwkoeling wordt gebruikt. Deze natuurlijke koeling heeft het potentieel wereldwijd miljoenen elektrisch aangedreven airconditioners te vervangen. Ze wordt op dit moment echter nog weinig gebruikt.
Een ander direct gebruik is het ijsvrij houden van bruggen en straten. Ook hier is geen warmtepomp nodig, de opslag wordt door afvoer en opslag van de warmte van de warme rijbaan in de zomer geregenereerd. Ook het vorstvrij blijven van waterleidingen hoort hierbij; de in de bodem opgeslagen warmte zorgt dat deze in de winter maar tot op geringe diepte bevriest.
Voor het gebruik van warmte uit diepe aardwarmte zijn de middelwarme dieptewateren geschikt, met temperaturen tussen 40 en 100 °C, die vooral in het Zuid-Duitse Molassebekken, in de Boven-Rijnslenk en in delen van de Noord-Duitse Laagvlakte voorkomen. Het warme water wordt gewoonlijk vanaf een diepte van 1000 tot 2500 meter via een winningsboring aan de oppervlakte gebracht. Dit geeft het belangrijkste deel van zijn warmteënergie door middel van een warmtewisselaar af aan een tweede, secundair, warmwatercirculatiesysteem. Afgekoeld wordt het daarna via een tweede boring weer in de ondergrond geperst en wel terug in de laag waaruit het gekomen is.
| Gebruikstype                                                                          | Energie TJ/a | Vermogensafgave jaargemiddelde GW |
| ------------------------------------------------------------------------------------- | ------------ | --------------------------------- |
| Warmtepompen                                                                          | 214.362      | 35,2                              |
| Baden                                                                                 | 109.032      | 6,7                               |
| Ruimteverwarming                                                                      | 62.984       | 5,4                               |
| Broeikassen                                                                           | 23.264       | 1,5                               |
| Industrie                                                                             | 11.746       | 0,55                              |
| Landbouw                                                                              | 11.521       | 0,65                              |
| Droging (landbouw)                                                                    | 1.662        | 0,13                              |
| Koelen, sneeuwsmelten                                                                 | 2.126        | 0,37                              |
| Ander gebruik                                                                         | 956          | 0,04                              |
| Total                                                                                 | 438.071      | 50,6                              |
| Direct gebruik van aardwarmte wereldwijd (Stand: 2010, Bron: Literatur/Statistik, 7.) |              |                                   |

### Stroomopwekking
De eerste keer dat aardwarmte voor het opwekken van elektriciteit werd gebruikt, was in Larderello in Toscane. In 1913 werd door graaf Piero Ginori Conti een krachtcentrale gebouwd waarin met waterdamp aangedreven turbines een vermogen van 220 kW opwekten. Tegenwoordig wordt ongeveer 400 MW aan het Italiaanse energienet geleverd. Onder Toscane treffen de Noord-Afrikaanse en de Euraziatische plaat elkaar, wat ertoe leidt dat magma zich relatief dicht onder de aardoppervlakte bevindt. Dit hete magma verhoogt hier de temperatuur van de bodem dusdanig dat economisch gebruik van de aardwarmte mogelijk is.
Bij hydrothermale stroomopwekking zijn watertemperaturen van minstens 100 °C nodig. Hydrothermale installaties waarbij temperaturen van meer dan 150 °C voorkomen kunnen direct voor het aandrijven van turbines worden gebruikt. Deze temperaturen zijn echter lang niet overal beschikbaar. Hierdoor werd aardwarmte op veel plaatsen uitsluitend voor verwarming van gebouwen gebruikt. Ook in Nederland is dit het geval. Nieuw ontwikkelde "Organische rankinecyclus"-installaties (ORC) maken echter temperaturen vanaf 80 °C geschikt voor stroomopwekking. Deze werken met een organisch medium, dat bij relatief geringe temperaturen verdampt. Deze damp drijft over een turbine de stroomgenerator aan. Een alternatief voor de ORC-methode is de Kalinacyclus. Hier worden mengsels van twee stoffen, bijvoorbeeld uit ammoniak en water als werkzame stoffen gebruikt. Voor installaties van laag vermogen (< 200 kW) zijn ook motorische installaties als Stirlingmotoren denkbaar. Aardwarmte is geschikt om grondbelasting van het stroomnet mee te bedienen.
De stroomopwekking uit aardwarmte gebeurt traditioneel in landen die over hoogenthalpievindplaatsen beschikken, waarin temperaturen van honderden graden op relatief geringe diepte (< 2000 m) worden aangetroffen. De locaties kunnen daarbij, afhankelijk van druk en temperatuur, water- of stoomgedomineerd zijn. Bij moderne winningstechnieken worden de afgekoelde vloeistoffen gereïnjecteerd, zodat praktisch geen negatieve milieueffecten zoals zwavelreuk meer optreden.

## Geothermie wereldwijd
| Land                            | Energie- omzet per jaar TJ/a | Vermogensafgave jaargemiddelde GW |
| ------------------------------- | ---------------------------- | --------------------------------- |
| China                           | 45.373                       | 1,44                              |
| Zweden                          | 36.000                       | 1,14                              |
| V.S.                            | 31.239                       | 0,99                              |
| IJsland                         | 23.813                       | 0,76                              |
| Turkije                         | 19.623                       | 0,62                              |
| Hongarije                       | 7940                         | 0,25                              |
| Italië                          | 7554                         | 0,24                              |
| Nieuw-Zeeland                   | 7086                         | 0,22                              |
| Brazilië                        | 6622                         | 0,21                              |
| Georgië                         | 6307                         | 0,20                              |
| Rusland                         | 6243                         | 0,20                              |
| Frankrijk                       | 5196                         | 0,16                              |
| Japan                           | 5161                         | 0,16                              |
| Som                             | 208.157                      | 6,60                              |
| (Bron: Literatur/Statistik, 3.) |                              |                                   |

| Land                             | Nieuw geïnstalleerd vermogen 2005-2010 MWe |
| -------------------------------- | ------------------------------------------ |
| V.S.                             | 529                                        |
| Indonesië                        | 400                                        |
| IJsland                          | 373                                        |
| Nieuw-Zeeland                    | 193                                        |
| Turkije                          | 62                                         |
| El Salvador                      | 53                                         |
| Italië                           | 52                                         |
| Kenia                            | 38                                         |
| Guatemala                        | 19                                         |
| Duitsland                        | 6                                          |
| (Bron: Geothermal Congress 2010) |                                            |

| Gebied                          | Aandeel van stroom- opwekking in % | Aandeel van warmtemarkt in % |
| ------------------------------- | ---------------------------------- | ---------------------------- |
| Tibet                           | 30                                 | 30                           |
| San Miguel Island               | 25                                 | geen opgave                  |
| El Salvador                     | 14                                 | 24                           |
| IJsland                         | 13,7                               | 16,6                         |
| Filipijnen                      | 12,7                               | 19,1                         |
| Nicaragua                       | 11,2                               | 9,8                          |
| Kenia                           | 11,2                               | 19,2                         |
| Lihir Island                    | 10,9                               | geen opgave                  |
| Guadeloupe                      | 9                                  | 9                            |
| Costa Rica                      | 8,4                                | 15                           |
| Nieuw-Zeeland                   | 5,5                                | 7,1                          |
| (Bron: Literatur/Statistik, 6.) |                                    |                              |

Geïnstalleerde capaciteit aan geothermie per land (2018)

Geothermie is een belangrijke duurzame energiebron. Een bijzondere bijdrage in het gebruik wordt verzorgd door de landen die over hoogenthalpe vindplaatsen beschikken. Daarbij kan het aandeel van aardwarmte in de totale energieverzorging van zo'n land aanzienlijk zijn, bijvoorbeeld aardwarmte in IJsland.

### Direct gebruik internationaal
Internationaal wordt het grootste deel van de energie van aardwarmte direct gebruikt als warmte. Het vermogen van direct gebruikte aardwarmte was 50,8 GW in 2010. Niet alle capaciteit wordt altijd gebruikt; soms ligt een centrale stil voor onderhoud. Het percentage van het vermogen dat over een jaar gemiddeld wordt gebruikt voor de opwekking van energie wordt de bezettingsgraad genoemd. Dit bedraagt ongeveer 30% voor warmte-energie uit geothermische energie.
In de tabel staan landen met een energieomzet van meer dan 5000 TJ/jaar.
Bijzonder opvallend zijn Zweden en IJsland. Zweden is geologisch gezien in het nadeel, maar heeft door een consequent beleid en goede PR dit hoge aandeel van duurzame energie voor verwarmingsdoeleinden bereikt.
Ook in IJsland heeft het gebruik van deze energie een belangrijk aandeel in de energieverzorging van het land (ca. 16%). Het land loopt op dit gebied intussen wereldwijd voorop.
In Duitsland wordt op veel plaatsen geothermie toegepast. Te Stuttgart wordt de buitenwand van de U-Bahn onderzocht om aardwarmte op te nemen.

### Stroomopwekking internationaal
Stroomopwekking uit geothermie concentreert zich traditioneel in landen die over hoogenthalpe vindplaatsen beschikken (veelal vulkaangebieden). In landen waar dit zoals in Nederland niet beschikbaar is kan elektriciteit bij relatief lage temperaturen, zo'n 100-150 °C worden opgewekt, of dient men diep te boren. Op dit moment is wereldwijd een hausse aan de gang bij het gebruik van aardwarmte voor elektriciteitsopwekking. Het geïnstalleerd vermogen bedroeg in 2010: 10,7 GW en hiermee werd 67,246 GWh/a elektrische energie opgewekt. De bezettingsgraad bedraagt wereldwijd gemiddeld ongeveer 75% voor elektriciteit uit geotherme energie.
Er zijn zes landen die meer dan 10% van hun elektriciteit uit geothermische energie halen. Van het wereldwijde gemiddelde elektriciteitsgebruik, komt 0,07% uit geothermie.
Laagenthalpe vindplaatsen worden tot nog toe wereldwijd weinig gebruikt. Wel is er al ruim 100 jaar een experimentele centrale in Larderello (Italië nabij Siena), terwijl ook in San Francisco (VS) aardwarmte wordt benut. In de toekomst zullen ze aan belang winnen gezien deze gebruiksvorm overal mogelijk is en geen speciale eisen aan de geologische situatie stelt. In Duitsland werd in 2003 de eerste installatie van dit soort in gebruik genomen, het Geothermie-Kraftwerk Neustadt-Glewe. In Nederland en België zijn op dit moment(2013) ontwikkelingen op het gebied van stroomopwekking in opkomst.
Tussen 2005 en 2010 nam het gebruik van aardwarmte toe. De precieze cijfers kunnen gevonden worden in de tabel.
Betreffende het gebruik per hoofd van de bevolking is IJsland op dit moment koploper met 200 MWe geïnstalleerd vermogen (geothermie in IJsland). De V.S. van Amerika leiden daarentegen met een geïnstalleerd vermogen van 2000 MWe nog voor Indonesië.

### Situatie in Nederland

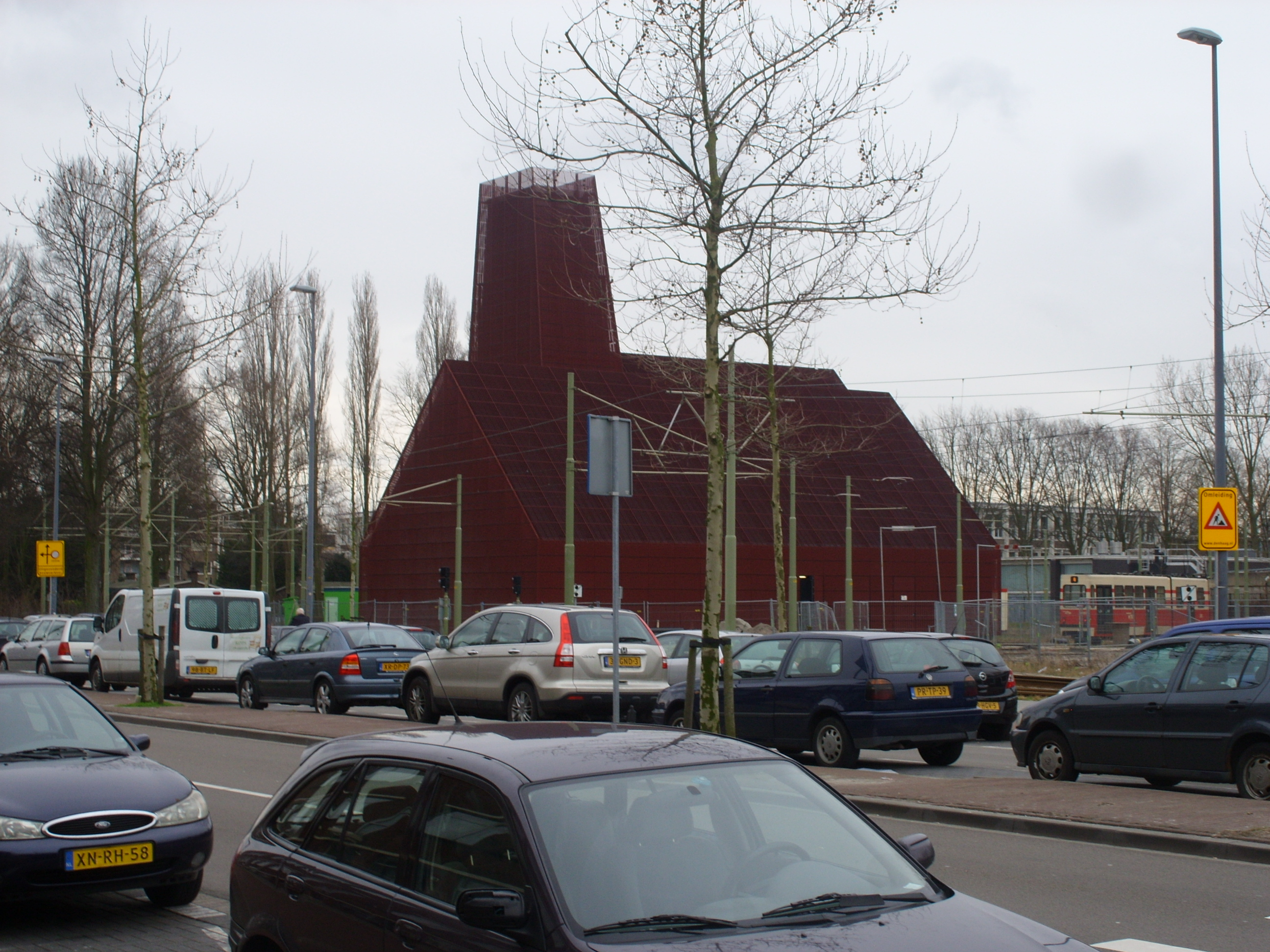
Aardwarmte Den Haag

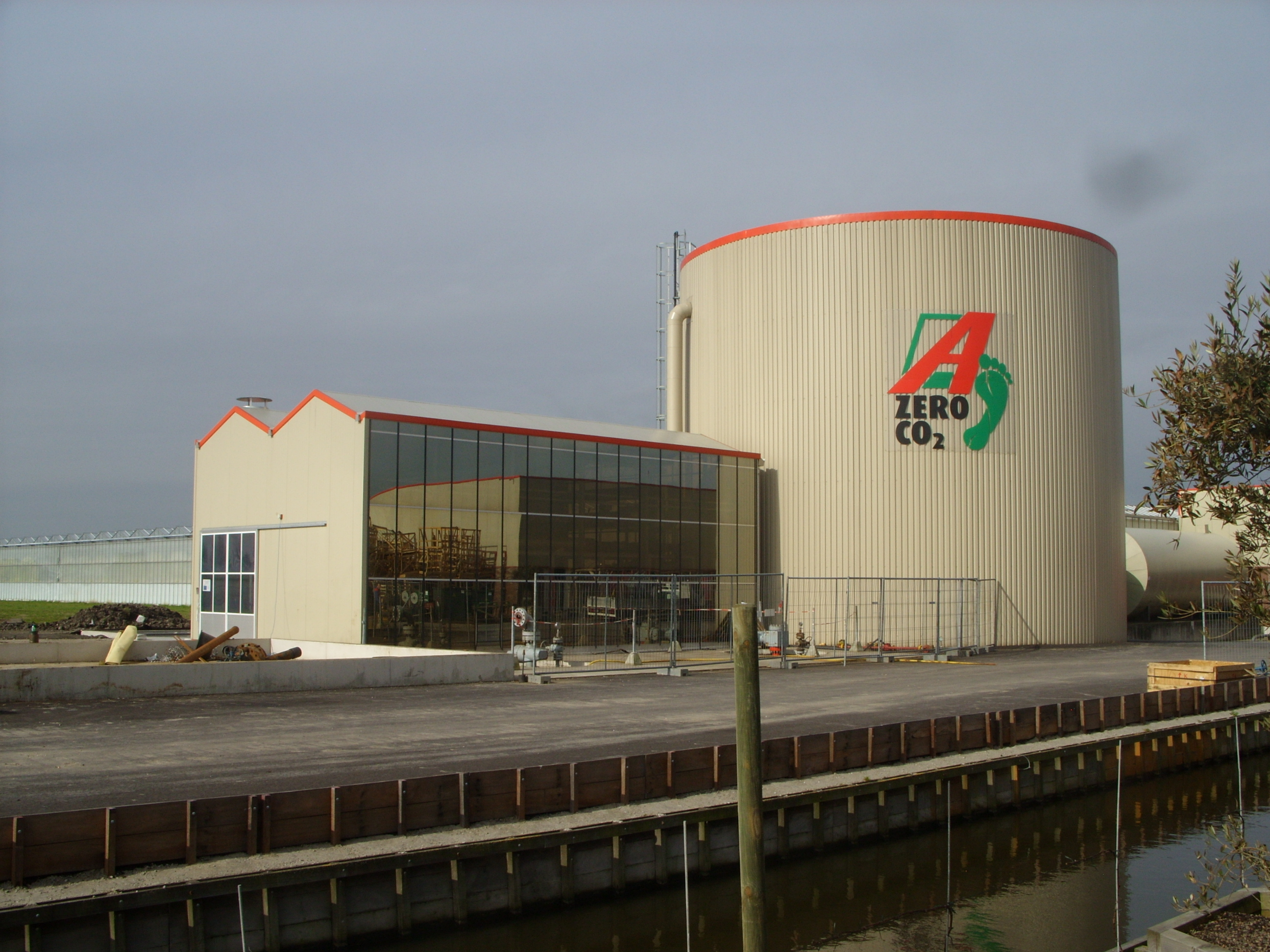
Aardwarmte Pijnacker

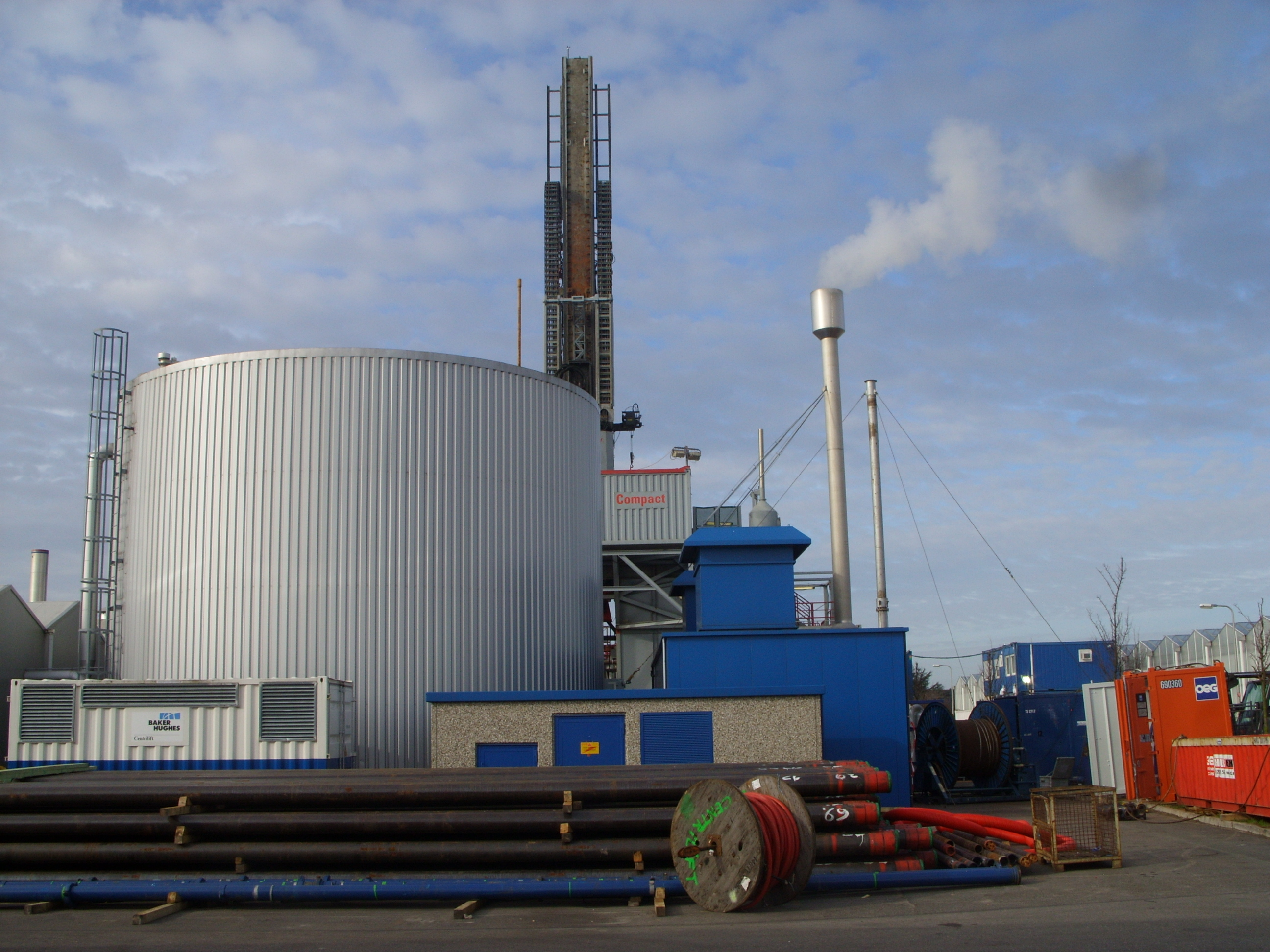
Boring Honselersdijk

In Nederland is in recente jaren een relatief snelle ontwikkeling van diepe geothermie geweest. In 2007 is in Heerlerheide het Mijnwaterproject gerealiseerd (vijf boringen met grootste diepte op 700 meter). Dit project is in wezen een tussenvorm van koude-warmteopslag en diepe geothermie. In 2008 is het eerste 'direct use' doublet voor een tuinbouwkas geboord (1.600 meter, Bleiswijk). In 2009 is het tweede tuinbouwproject geboord (1.800 meter, Lansingerland). In 2010 is in Den Haag de bron gereed gekomen van het eerste stadsverwarmingsproject (2.300 meter), maar dit project is in 2013 failliet gegaan. En er is ook een bron geboord in Pijnacker, die zowel aan een kas warmte levert als aan enige gebouwen (1.900 meter, wijkgebouw, zwembad). In 2011 is een tweede doublet in Pijnacker (glastuinbouw, 2.300 meter) geboord en is een boring gezet in IJsselmuiden (circa 1.900 meter). Bij de laatste vier bronnen zijn in het water ook geringe hoeveelheden aardgas en/of olie aangetroffen. De later geboorde bronnen in Nederland hebben met deze 'bijvangsten' van koolwaterstof rekening gehouden qua ontwerp en veiligheidsvoorzieningen. Aan het eind van het jaar 2011 is gestart met twee nieuwe boringen voor de glastuinbouw (Grubbenvorst en Honselersdijk). Honselersdijk was in 2012 de diepste bron (2.900 meter) en de capaciteit was met 10 MWth ook hoger dan de eerdere boringen. In Grubbenvorst (2.600 meter) is een triplet geboord. In 2013 zijn twee projecten gestart, de eerste bij Floricultura in Heemskerk en bij Agriport A7 te Middenmeer(beide provincie Noord-Holland). In 2014 is het project Geothermie De Lier gerealiseerd en in 2015 zijn de boringen verricht voor het project Aardwarmte Vierpolders en is aangevangen met het project Nature's heat in Kwintsheul (Westland). Het Platform Geothermie verzamelt en publiceert informatie over deze projecten.
Er zijn veel plannen voor realisering van aardwarmte projecten in de glastuinbouw. Nederland beschikt over veel laagenthalpievindplaatsen, waarbij de temperatuur onder het oosten van Friesland relatief hoog is, zo'n 95 graden Celsius. Verder vinden we een warme ondergrond in het noorden van Groningen, Noord-Holland en de westelijke Waddenzee, Zuidoost-Drenthe, de Achterhoek, de Veluwe, Voorne-Putten en Noord-Limburg. Maar de meeste vergunningaanvragen voor nieuwe boringen zijn gericht op Zuid-Holland, waar een hoge warmtevraag is. De locatie in het West-Nederlands Bekken zal daar echter leiden tot bijvangst van aardgas en aardolie. De opwekking van elektriciteit is nog in de fase van onderzoek.
In april 2011 heeft het ministerie van Economische Zaken, Landbouw en Innovatie het Actieplan Aardwarmte gepubliceerd met zijn visie op diepe geothermie.
Vanaf 2012 wordt voor duurzame – met geothermie geproduceerde – warmte een vergoeding verstrekt in de Stimulering Duurzame Energie+ regeling (SDE+) met een bijdrage van circa 5 tot 6 euro per GigaJoule (1,5 tot 2 ct per kWh).
De kans op een put die niet het verwachte resultaat levert (misboring genoemd) vormt een drempel voor investeringen in geothermische projecten. Om deze duurzame projecten te stimuleren is een garantieregeling opgesteld die een misboring verzekert, genaamd Regeling Nationale EZ Subsidies (RNES, voorheen SEI). Voor het boren wordt een premie betaald (7% van het maximale subsidiebedrag) en indien de resultaten van de put(ten) tegenvallen, wordt een financiële uitkering toegekend. Indien men gebruik wil maken van de regeling moet men in het bezit zijn van een opsporings- of winningsvergunning, een financieringsplan en een locatie specifiek geologisch onderzoek opgesteld door een ISO 9001 gecertificeerde onderneming.
Geothermie is daarmee een van de goedkoopste opties voor de productie van duurzame energie in Nederland. Per eind 2015 was circa 125 MWth aan capaciteit opgesteld. De jaarproductie bedroeg 2.500 TeraJoule (2015). Zowel de aantallen bronnen als de capaciteit van de bronnen vertonen een stijgende trend.
Wegens een tweede aardbeving met een kracht van 2,0 op de schaal van Richter werden de werkzaamheden in Grubbenvorst op 6 september 2018 gestaakt. Dit was als randvoorwaarde opgenomen in de exploitatievergunning.

### Situatie in België
In België liggen de watervoerende lagen vooral in de provincies Antwerpen en Limburg. Er wordt ook gestudeerd op het gebruik van oude mijnschachten voor dit doel. Op dit moment zijn in België slechts enige kleinere installaties in bedrijf. Het bedrijf HITA ontwikkelt enkele nieuwe diepe geothermie projecten in de provincies Antwerpen en Limburg. Ook neemt de interesse in diepere systemen toe – en wordt onderzoek verricht naar geothermische bronnen voor elektriciteitsproductie. In Saint-Ghislain werkt een systeem met een artesische put. VITO heeft een onderzoeksproject lopen om de verwarming van haar gebouwen en van het sanitair warme water aardwarmte gebruiken. De aardwarmtecentrale bevindt zich op de Balmatt-site te Mol.
In de jaren tachtig begon men in België voor het eerst te boren naar warmwaterbronnen. Deze proefboringen vonden plaats in de Kempen en in de regio in de buurt en rond Mons, Mol en Bergen. Toch maakte men toen en nu nog steeds weinig gebruik van aardwarmte, omdat de olieprijs rond de jaren vijfentachtig tot negentig daalde. Rond Mons zijn er nu nog steeds boringen aan de gang maar in de andere gebieden zijn de boringen grotendeels niet meer actief. Dit geothermisch systeem voorziet enkele scholen, serres, huizen en een sportcomplex van warmte. In België is gebruiken van aardwarmte op sommige manieren een beter economisch alternatief dan andere vormen van energie of verwarming. Geothermie wordt steeds populairder door de stijgende aandacht naar duurzamere energie. VITO (Vlaamse Instelling voor Technologisch Onderzoek) doet sinds 2005 onderzoek naar ondiepe opslagsystemen voor geothermische energie met of zonder warmtepompen. Deze worden uitgevoerd in het Spin-offbedrijf Terra Energy. Naast onderzoek heeft dit bedrijf nog vele andere functies, waaronder het geven van beleidsondersteuning voor overheden en bedrijven. VITO werkt samen met andere onderzoeksgroepen en krijgt zo een algemeen beeld over de geothermie in België en vooral in Vlaanderen.
Een van de proefboringen was de proefboring in Mol eind 2015. Bij deze proefboring werd begin 2016 duidelijk dat er meer dan 3 km onder het aardoppervlak een grote hoeveelheid aardwarmte zit die op een ecologische manier naar boven kan gehaald worden. Er werd pekel gevonden met een temperatuur die tot 138 graden ging, bevestigde de VITO-directeur Dirk Fransaer. Door deze warmtevoorziening via warmtenetten zou de buitenlandse energie niet meer zo sterk nodig zijn. Dat zou ook kunnen zorgen voor een sterke vermindering in de CO2-uitstoot. De klimaatdoelstellingen die opgelegd zijn door de Europese Unie zouden daardoor (voor een deel) vervuld kunnen worden. Op 21 januari 2019 maakte het gemeentebestuur van Mol kenbaar dat het project waarin de warmtevoorziening voor de warmtenetten vanuit de Balmatt-site zou worden geleverd "voorlopig wordt stopgezet" omdat de aardwarmtecentrale na de derde boring onvoldoende vermogen biedt. Nieuwe verkavelingen krijgen nog wel de infrastructuur om op de aardwarmtecentrale aangesloten te worden, maar het gemeentebestuur gaat in onderhandeling met Fluvius om deze huizen op aardgas aan te sluiten voor onbepaalde termijn. Verder erkent VITO dat de kleine aardbevingen in de gemeente Dessel een rechtstreeks gevolg zijn van hun geothermiecentrale en dat dit verder onderzocht dient te worden. Op 23 juli 2019 ontstond door de werking van de aardwarmtecentrale een aardbeving van 2,1 op de schaal van Richter, ondanks alle getroffen voorzorgsmaatregelen. Het ontstaan van de trillingen in de diepe ondergrond worden voort onderzocht. Ook op 16 november 2022 was er een beving van 2,0 op de schaal van Richter.
De eerste geothermische put van België werd in Bergen in Henegouwen geboord. Dit gebeurde in de negentiende eeuw. Later werd er nog een boring in de buurt opgestart, in Saint-Ghislain. Die boring was 2,5 km diep waar water van 73 °C wordt uitgepompt. De Belgische Geologische Dienst voerde en voert nog steeds deze boringen uit. Deze warmte is bewaard gebleven door de laag kalksteen errond. Het water wordt eerst gebruikt om woningen en stadsgebouwen en enkele serres van warmte te voorzien. Daarna wordt het koud water afgevoerd en gezuiverd in een waterzuiveringsstation. In de Kempen heeft de geothermie het meeste kans, want er zit daar een Kolenkalklaag onder de grond, die het water warm houdt. Op zo’n 3,5 km diepte vond men heet water. De warmte wordt uit het water onttrokken in de centrale door middel van hoogtechnologische processen. Daarna wordt het water terug in de aarde gepompt en kan het terug opgewarmd worden door de aarde. In Mol wordt bekeken om stroom op te wekken door middel van een ORC-machine. Ook in Limburg zit op zo’n 2,9 km een kolenkalklaag, met daarin heet water.

## Economische aspecten
Het gebruik van de overal voorhanden zijnde aardwarmte was tot nog toe niet economisch rendabel. Immers zowel de warmtestroom, met ~0,06 W/m², als de temperatuurstijging, met ~3 °C/100 m, is in de toegankelijke delen van de aardkorst, afgezien van bijzondere locaties, gering en de energieprijzen zijn laag. De bewustwording van het CO2-probleem en de uitputting van de fossiele brandstoffen binnen afzienbare tijd hebben geleid tot een sterkere verkenning en ontwikkeling van aardwarmtetechnologie.
Gezien de eigenlijke energie, de aardwarmte, kosteloos is, wordt de economische levensvatbaarheid van een aardwarmtetoepassing bovenal door de investeringskosten en de onderhoudskosten van de installatie bepaald. Toch is het aardwarmteproject van Den Haag failliet gegaan door tekort aan afnemers. Een project voor boring tot 4 km door Flora Holland, Westland Infra en HVC is opgegeven omdat de business case door verminderde subsidie onrendabel is gebleken. Bij het project in Unterhaching moet de gemeente elk jaar 4 miljoen euro financieel verlies bijpassen.

### Risico's

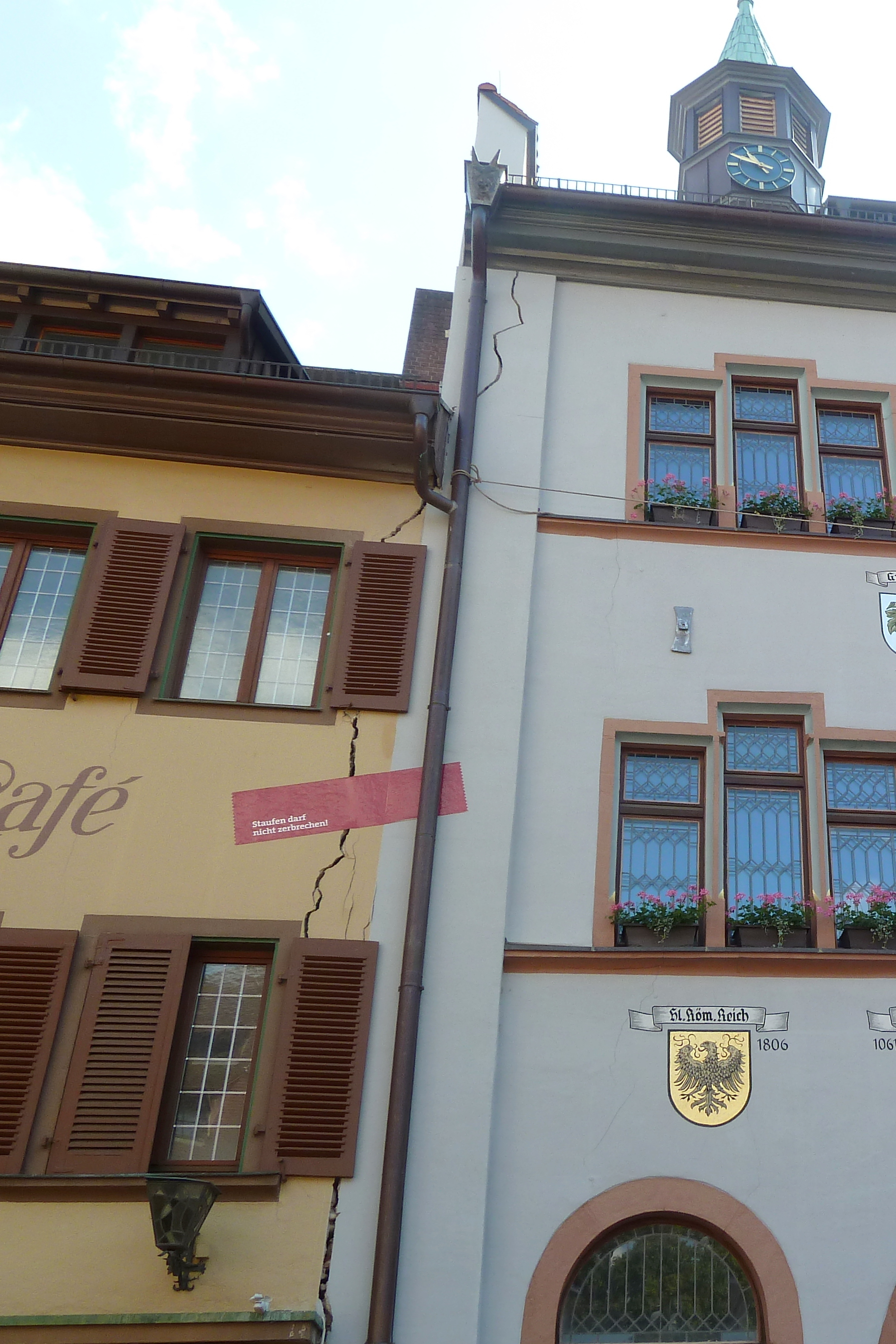
Scheuren in gebouwen te Staufen im Breisgau, indirect gevolg van geothermische boringen

Door sedert plusminus 2007 opgetreden schade op locaties, waar geothermische boringen plaatsvinden, is intussen meer bekend geworden over de risico's. Met name in Duitsland hebben zich al enkele ernstige situaties voorgedaan. In het stadje Staufen im Breisgau (deelstaat Baden-Württemberg) is voor vele miljoenen euro's schade aan gebouwen ontstaan, doordat tijdens het boren contact gecreëerd werd tussen het grondwater en een daarboven liggende laag anhydriet. Dit gesteente nam het grondwater op, zette uit en drukte de aardlagen erboven, inclusief het stadje, omhoog. Dit had in Staufen geleidelijk steeds groter wordende en deels onherstelbare scheuren in gebouwen tot gevolg. Soortgelijke verschijnselen zijn, zij het op (veel) kleinere schaal, ook op circa tien plaatsen elders in Duitsland waargenomen.
aardwarmte · biomassa · biobrandstof · getijdenenergie · golfenergie · windenergie · waterkracht · zonne-energie